# Axianassa intermedia
Axianassa intermedia is een tienpotigensoort uit de familie van de Axianassidae. De wetenschappelijke naam van de soort is voor het eerst geldig gepubliceerd in 1924 door Schmitt.